# Fältkapacitet
Fältkapacitet är den mängd markvatten som finns kvar i marken när överskottsvatten har dränerat bort. Detta inträffar när det råder full dräneringsjämvikt i markprofilen, d.v.s. när markvattnet just har slutat sippra ut i täckdikena. Det finns då inget överskottsvatten kvar i marken. Markvattnets totala potential är då cirka -1 meter vattenpelare (-10 kPa) i hela markprofilen. Vattenhalten vid fältkapacitet framgår av markens pF-kurva.
Skillnaden i markvattenhalt mellan fältkapacitet och den permanenta vissningsgränsen anses vara det växttillgängliga vattnet.